# 다니엘 듀크루엣
다니엘 듀크루엣(프랑스어: Daniel Ducruet, 1964년 11월 27일 ~ )은  모나코 공녀 스테파니의 전 남편으로 1995년에 결혼하여 1년 후인 1996년에 이혼하였다. 그의 두 자녀인 루이와 폴린은 모나코 왕위 계승 서열 15위와 16위이다.